# Wapen van Meerssen

Wapen van Meerssen

Het wapen van Meerssen toont het wapen van koningin Gerberga van West-Francië en de Proosdij van Meerssen. De omschrijving luidt: "Een schild, gevierendeeld: "a. en d. in azuur (blauw), waarop negen lelies van goud, geplaatst drie, drie en drie; b. en c. in goud waarop een dubbele adelaar van sabel (zwart), gebekt, getongd en gepoot van keel (rood) geplaatst".

## Geschiedenis

Het wapen dat tussen 1874 en 1982 in gebruik was.

Gerberga van Saksen, dochter van Hendrik de Vogelaar en Mathilde van Ringelheim, bezit met haar man in Meerssen en omgeving zo'n 64.000 hectaren grond. Dat lag behalve in de huidige gemeente Meerssen ook in delen van Schimmert, Maastricht, Hulsberg en Beek. Gerberga hertrouwt met Lodewijk IV van Frankrijk. Daarna werd het wapen met zes lelies per kwartier uitgebreid. Als koningin in het Franse Reims maakt zij kennis met een kloosterorde, die zij adviseert om zich in Meerssen te vestigen. De kloosterorde krijgt daarvoor haar bezittingen. De orde neemt haar wapen over als Gerberga sterft in 969. Zij voeren het wapen ruim 800 jaar. Na een gemeentelijke herindeling op 1 januari 1982 moest een wapen gekozen worden voor de nieuw gevormde gemeente. Meerssen, Geulle, Ulestraten en Bunde werden samengevoegd. De Hoge Raad van Adel gaf ten blijk dat het ondoenlijk was om voor iedere gemeente een onderdeel over te nemen in het nieuwe wapen. Zij gaven ten slotte als advies het oude proosdijwapen over te nemen met weglating van de Valkenburgse leeuw en de Remigius uit het wapen van de oude gemeente Meerssen. De nieuwe gemeente Meerssen kreeg haar nieuwe gemeentewapen toegekend bij Koninklijk Besluit op 3 juni 1982.

## Verwant wapen

Wapen van de Basiliek van het H. Sacrament